# 毛托毛茛
毛托毛茛（学名：Ranunculus trautvetterianus）为毛茛科毛茛属下的一个种。生长于新疆阿勒泰地区,在中亚地区也有分布。

## 扩展阅读
- 維基物種上的相關：毛托毛茛